# Pinobee: Wings of Adventure
Pinobee: Wings of Adventure, conhecido no Japão como Pinobee no Daibouken, é um jogo eletrônico de plataforma desenvolvido para Game Boy Advance, desenvolvido pela Artoon e publicada pela Hudson Soft. O jogo foi lançado como um título de lançamento para o sistema, em 21 de março de 2001 no Japão e em 11 de junho de 2001 na América do Norte.